# ガンホー (フレーズ)
ガンホー（Gung ho [ˈɡʌŋˈhoʊ]）は、「過度に熱狂的・精力的な」という意味の英語のフレーズである。

## 概要
日中戦争期に中国で生まれた工業合作社の略称「工合」（gōnghé）に由来する。
この言葉をアメリカ海兵隊少佐のエヴァンス・カールソンが友人のリウィ・アレーから聞いた。アレーはニュージーランド出身の中国共産党員で、工業合作社運動の創設者の一人だった。1943年のインタビューでカールソンは、「中国における、全ての（八路軍の）兵士が一つのアイデアに専念して、それを実現するために協力し合うというものと同じような労働精神を、私は作り上げようとしていた。私は少年（海兵隊員）たちにそのことを何度も話した。工業合作社のスローガンである『ガンホー』のことも話した。それは『一緒に働く』『強調して働く』という意味である」と語った。
カールソンは、第2海兵襲撃連隊の型破りな指揮の際に「ガンホー」をモットーとして使用した。そこから、その周囲の海兵隊の他の部隊がこの言葉を「過度に熱狂的な」という意味で使うようになり、さらに海兵隊全体に広まった。マキン奇襲における第2襲撃大隊の活躍を描いた1943年の『ガンホー!』により、この言葉はアメリカ社会全体に広まった。
言語学者のアルバート・モーは、「この言葉は中国語から派生したアメリカ特有の言葉であるが、アメリカで受け入れられている意味は、中国語における本来の意味とは全く異なる」と述べ、「アメリカで発展してきた様々な用法は、アメリカ特有のものである」と結論付けた。モーによれば、中国語におけるこの言葉は、スローガンでも戦意高揚の掛け声でもなく、単なる組織の名称である。